# Казанцев, Александр Иванович (политик)
Алекса́ндр Ива́нович Каза́нцев (28 июня 1957, Курган — 29 мая 2011, Курган) — советский и российский государственный деятель, председатель Курганского городского Совета народных депутатов (1992—1993). Кандидат экономических наук, доцент.

## Биография
Александр Иванович Казанцев родился 28 июня 1957 года в городе Кургане Курганской области.
Окончил Академию общественных наук при ЦК КПСС.
С 1992 по 9 октября 1993 года — председатель Курганского городского Совета народных депутатов. 
Работал заместителем генерального директора ОАО «Курганмашзавод» и ОАО «Курганэнерго».
В 2001—2005 годах директор МУП «Курганводоканал». Под его началом на предприятии впервые была опробована и внедрена бестраншейная прокладка водопроводов.
Кандидат экономических наук. В 1990 году защитил диссертацию «Воспроизводство квалифицированной рабочей силы в США в условиях научно-технической революции». Доцент кафедры экономической теории и моделирования экономических процессов Курганского государственного университета.
В 2006—2009 годах председатель Общественной палаты первого созыва муниципального образования город Курган.
14 января 2010 года зарегистрирован кандидатом в депутаты Курганской областной Думы пятого созыва, выдвинут избирательным объединением «Курганское областное отделение политической партии «Коммунистическая партия Российской Федерации» по единому избирательному округу (одномандатный избирательный округ № 5-Заозерный). 23 июня 2011 года исключён из списка кандидатов в связи со смертью.
Александр Иванович Казанцев умер 29 мая 2011 года.

## Награды
- Портрет занесён в галерею «Курганцы — гордость города». Номинация «Лучший среди руководителей», 6 июля 2005 года[7]

## Книги
- Казанцев А.И. Опыт подготовки и использования квалифицированной рабочей силы в экономике США. — М.: АОН, 1990. — 63 с. — 100 экз.[8]
- Практикум по экономической теории: учебное пособие для вузов. Ч. 1. Микроэкономика / Коняхина, Л. Н.; Чубаров, И. А.; Казанцев, А. И.; Коваль, А. Е.; Мормышев, В. С.; Сурова, Е. Н.. — Курган: КГУ, 2010. — 190 с. — 300 экз. — ISBN 978-5-4217-0057-9.
- Практикум по экономической теории: учебное пособие для вузов. Ч. 2. Макроэкономика / Коняхина, Л. Н.; Чубаров, И. А.; Казанцев, А. И.; Коваль, А. Е.. — Курган: КГУ, 2011. — 202 с. — 184 экз. — ISBN 978-5-4217-0098-2.

## Семья
Женат, двое детей. 